# Sitzenhart
Sitzenhart ist eine Ortschaft und eine Katastralgemeinde der Marktgemeinde Sitzendorf an der Schmida im Bezirk Hollabrunn im westlichen Weinviertel in Niederösterreich. Die Ortschaft hat 86 Einwohner (Stand 1. Jänner 2024). Bis Ende 1966 war Sitzenhart eine eigenständige Gemeinde.

## Geographie
Die Katastralgemeinde Sitzenhart umfasst ein Gebiet von 3,72 km², der Ort mit gassengruppenartiger Erweiterung im Nordwesten liegt etwa 3,5 km nordöstlich von Sitzendorf und erstreckt sich entlang der durch den Ort führenden Landesstraße L 35. Die Ortschaft hat 86 Einwohner (1. Jänner 2024).
Am südlichen Ortsausgang reihen sich an der L 35 Weinkeller mit ihren trauf- und giebelständigen Presshäusern oder gemauerten Kellervorbauten, sogenannten „Vorkappln“ aneinander. Diese Kellerbauten sind zunächst noch mit Wohnhäusern durchmischt. Sie prägen mit ihren Sattel-, Walm- und Schopfwalmdächern die Ortseinfahrt. Die Mehrzahl stammt aus dem 19. Jahrhundert, mehrere gehen auch auf das 18. Jahrhundert zurück.

## Geschichte
Der Ortsname ist etymologisch als Wald (alt- und mittelhochdeutsch „hart“ = Bergwald/Wald) zu deuten, der – wie auch Sitzendorf – seinen Namen nach Graf Sieghard V. vom Chiemgau aus dem Geschlecht der Sieghardinger trägt, der auch Sicco oder Sizzo genannt wurde. Nicht nur die Namensherkunft, sondern auch die geschichtliche Entwicklung gleicht weitgehend jener des Hauptortes der Gemeinde.
Der Ort, dessen Siedlungsspuren aufgrund von Keramikfunden bis ins Neolithikum nachweisbar sind, wurde erstmals im Jahre 1285 urkundlich erwähnt und befand sich in dieser Zeit unter der Herrschaft der Kuenringer. 1285 stiftete Leutold I. von Kuenring-Dürnstein einen Hof in Sitzenhart dem Dominikanerinnenkloster Imbach (aufgelöst 1782). Als Zeuge für diese Stiftung fungierte Herzog Albrecht I., der auch das Stiftungsdokument siegelte.
Vermutlich hatten die Kuenringer Sitzenhart bis weit nach 1300 inne. Nach ihnen sind weitere Geschlechter verbrieft, wie etwa die Herren von Dachsberg und die Herren von Rogendorf.
Laut Adressbuch von Österreich waren im Jahr 1938 in der Ortsgemeinde Sitzenhart ein Binder, ein Gastwirt, ein Gemischtwarenhändler, eine Milchgenossenschaft, ein Schmied und einige Landwirte ansässig.
Mit 1. Jänner 1967 wurden im Zuge der Niederösterreichischen Kommunalstrukturverbesserung die bis dahin selbständigen Gemeinden Pranhartsberg und Sitzenhart nach Sitzendorf an der Schmida eingemeindet.

## Kultur und Sehenswürdigkeiten
- Ortskapelle Sitzenhart